# Leucania transversa
Leucania transversa là một loài bướm đêm trong họ Noctuidae.